# ریشاردا خانین
ریشاردا خانین (لهستانی: Ryszarda Hanin؛ ‏۳۰ اوت ۱۹۱۹–۱ ژانویه ۱۹۹۴) بازیگر اهل لهستان بود.
از فیلم‌ها یا مجموعه‌های تلویزیونی که وی در آن‌ها نقش داشته‌است، می‌توان به سرنوشت‌های لهستانی، درست آن سوی این جنگل، نامت را به‌خاطر بسپار، مرد بی‌نهایت آرام، یانا، سربازان آزادی، صفر-هفت، به‌گوشم، سکسمیشن و روزها و شب‌ها اشاره نمود.